# Александр Август Замойський
Александр Август Замойський гербу Єліта (нар . 1770 у Варшаві, пом. 6 грудня 1800) — з 1792 року, 11-й ординат Замойської ординації.

## Життєпис

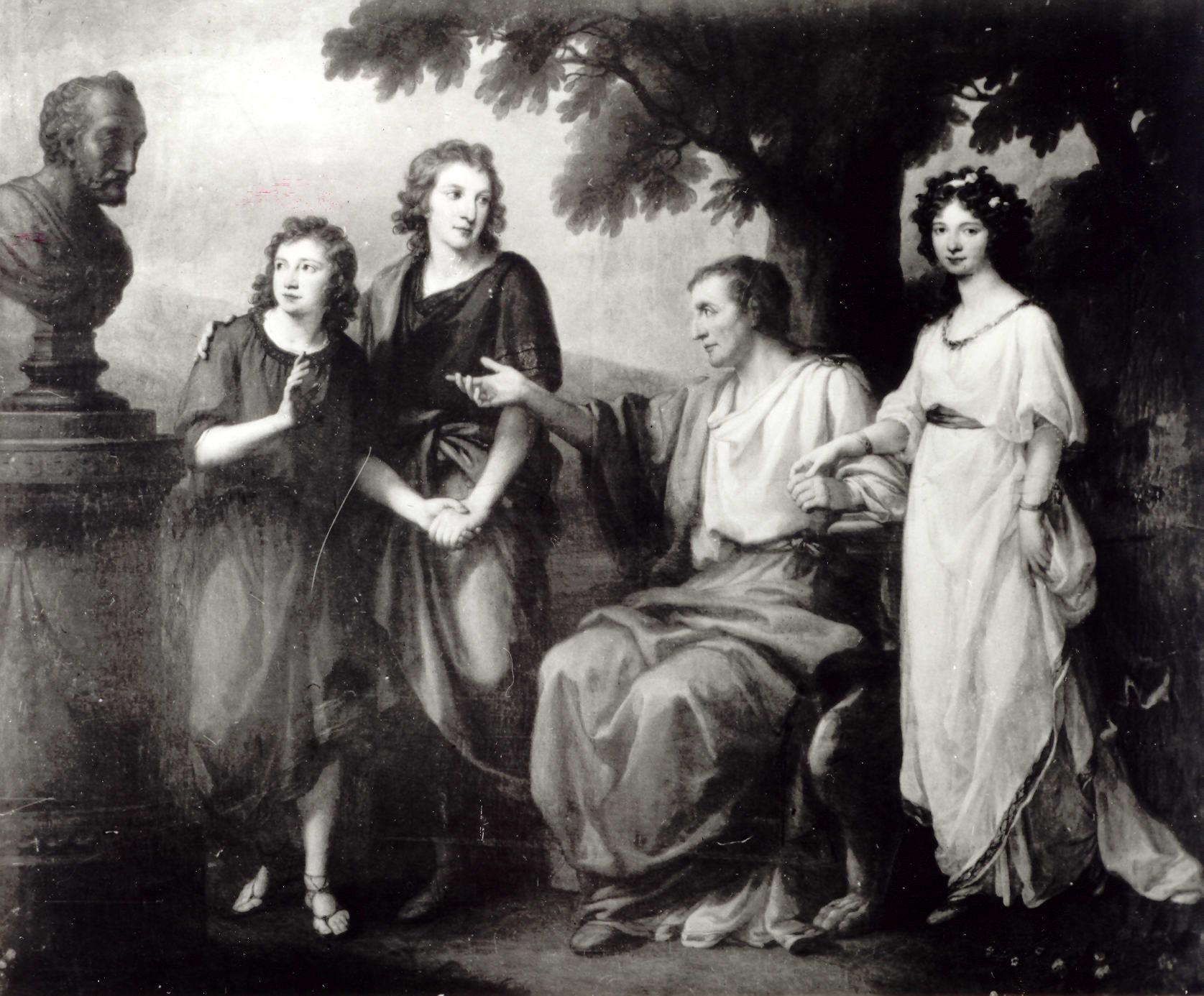
Анжеліка Кауфман, канцлер Анджей Замойський з дітьми перед бюстом Яна Замойського (1793)

Син канцлера Анджея Замойського та Констанції, уродженої Чарторийської. З 1781 року разом із братом Станіславом Косткою вони були учнями Станіслава Сташиця. У 1790 році родина Замойських вирушила в кількамісячну подорож до Італії. Сувеніром із цієї подорожі став портрет Анджея Замойського з дітьми, виконаний у Римі художницею Ангелікою Кауфман на замовлення Констанції Замойської.
Після смерті батька в лютому 1792 р. він як старший син успадкував маєток Замостя. Оскільки йому не виповнилося 30 років, передбачених статутом ординації, його мати мала отримати згоду короля Станіслава Августа Понятовського та цісаря Леопольда ІІ (значна частина землі Замойської ординації перебувала у Габсбурзькій монархії як наслідок першого поділу Польщі). Двадцятидворічний Александр Замойський склав присягу 12 березня 1792 року.
У результаті співпраці бурмістра з кераміком Францішеком Мезером 1794 року в маєтку Замостя в Томашеві була заснована фаянсово-порцелянова фабрика.
1796 року він одружився з Маріанною, уродженою Грановською, розлученою з Адамом Хрептовичем. Через рік після весілля Александр і Марія переїхали в садибу в Звежинці, оточену лісами. Дітей у пари не було.
1799 року одинадцятий староста Замостя купив у Францішека Бєлінського маєток Козловєжа разом із палацово-парковим комплексом.
6 грудня 1800 року Александр раптово помер під час операції. Лікар, який розрізав виразку на шиї санітара, пошкодив артерію, і пацієнт помер від кровотечі. Як і всі ординати, похований у Замойському колегіалі.
Після смерті Александра Замойського ординат перебрав його молодший брат Станіслав Костка. Козловка дісталася його сестрі Анні Сапежиній, а його вдова Марія, уроджена Грановська, отримала право на довічне маєток на весь маєток Козловєжа.